# El padre de Caín
El padre de Caín és una minisèrie espanyola produïda per Mediaset España Comunicación, basada en la novel·la homònima escrita per Rafael Vera de 2009. La sèrie ha estat gravada a Llanes, Avilés, Gijón, Oviedo i Sant Sebastià (inclosos els exteriors de la caserna d'Intxaurrondo). Consta de dos capítols que van ser oferts per Telecinco en 2016. El guió ha estat escrit per Michel Gaztambide i Alejandro Hernández.

## Sinopsi
Espanya, anys 1980. El jove Eloy Rodríguez, tinent de la Guàrdia Civil, sol·licita voluntàriament com a destinació temporal la perillosa caserna d'Intxaurrondo a Sant Sebastià, la qual cosa li permetrà més endavant sol·licitar la destinació que desitgi i podrà formar part de l'avançada de l'antiterrorisme. Per aquest motiu, deixa la seva esposa embarassada al Madrid pregolpista per enfrontar-se sol a l'assetjament abertzale, els segrestos i atemptats etarres. No obstant això, enmig d'aquesta atmosfera de violència, por i silenci, es refugiarà en un amor il·lícit i breu que marcarà la seva destinació i el de la seva família, fins i tot més de vint anys després. D'aquest amor furtiu, neix un fill que coneixerà en el futur i que no serà del seu grat, perquè ell mateix col·loca un cotxe bomba que posa fi a la vida del seu fill legítim 20 anys després, ja que havia seguit els passos del seu pare.

## Repartiment
- Quim Gutiérrez - Tinente Eloy Rodríguez, Coronel (20 anys després)[4][5]
- Aura Garrido - Begoña, ama d'una pensió de Sant Sebastià
- Patxi Freytez - Sergent Enrique Delgado
- Luis Bermejo - Comandant i cap de la caserna d'Intxaurrondo
- Oona Chaplin - Mercedes, esposa d'Eloy
- Luis Zahera - Bermejo
- Cristina Plazas -  Mare de Mercedes
- Teresa Hurtado de Ory - Teresa, esposa d'Enrique (Episodi 1)
- Eduardo Lloveras - Carmelo (Episodi 1)
- Javier Hernández - Caporal Quintana (Episodi 1)
- Ricardo Gómez - Daniel, fill d'Eloy i Mercedes † (Episodi 2)
- Patrick Criado - Ander, fill de Begoña (Episodi 2)

## Episodis i audiències
| Temporada | Temporada | Episodis | Estrena               | Final                 | Audiència mitjana | Audiència mitjana | Audiència mitjana |
| Temporada | Temporada | Episodis | Estrena               | Final                 | Espectadors       | Quota             |                   |
| --------- | --------- | -------- | --------------------- | --------------------- | ----------------- | ----------------- | ----------------- |
|           | 1         | 2        | 6 de desembre de 2016 | 7 de desembre de 2016 | 2 871 000         | 16,8%             |                   |

### Primera temporada (2016)
| Núm. (sèrie) | Títol                    | Director       | Data d'emissió        | Audiència         |
| ------------ | ------------------------ | -------------- | --------------------- | ----------------- |
| 1            | «La tortuga y el águila» | Salvador Calvo | 6 de desembre de 2016 | 3 223 000 (19,0%) |
| 2            | «Síndrome del norte»     | Salvador Calvo | 7 de desembre de 2016 | 2 518 000 (14,5%) |

## Especials derivats de la sèrie
| Núm. Episodi | Títol                | Data d'emissió        | Audiència         |
| ------------ | -------------------- | --------------------- | ----------------- |
| 1            | «Los años del plomo» | 6 de desembre de 2016 | 1 269 000 (14,5%) |
| 2            | «Maldito destino»    | 7 de desembre de 2016 | 1 200 000 (12,4%) |